# Митрофан (Поликарпов)
Епископ Митрофан (в миру Николай Иванович Поликарпов; 1 (13) апреля 1871, село Истобное, Воронежская губерния — 9 декабря 1934, Баку) — епископ Русской православной церкви, епископ Бакинский и Прикаспийский.

## Биография
Родился в семье священника. Окончил Воронежское духовное училище (1885), Воронежскую духовную семинарию (1891).
После этого стал учителем в приготовительном классе духовного училища. В августе 1895 года его приняли в Воронежскую семинарию на должность надзирателя. В 1900 году, покинув семинарию, он стал членом-секретарём епархиального училищного совета.
Два десятилетия преподавал Закон Божий в женском училище Алисовой-Ивановской (впоследствии гимназия Степанцовой) и в пансионе Собкевич в Воронеже.
Будучи семинаристом, проявил себя как талантливый исследователь и историк. На протяжении всей своей жизни он занимался исследованием жизни и деятельности первого Воронежского епископа — Святителя Митрофана. Он посвятил ему множество статей, подробно исследовал его взаимоотношения с Петром I, опубликовал и прокомментировал Синодик святителя. Являлся активным сотрудником Воронежской учёной архивной комиссии и Церковного историко-археологического музея.
В 1915 году на фронте погиб его сын, прапорщик Владимир Поликарпов. После развода с женой принял решение служить Церкви в священном сане.
В 1915 или 1916 году поступил в Киевскую духовную академию, которую окончил в 1919 году со степенью кандидата богословия. Возвратиться в Воронеж он сразу не смог, стал перебиваться случайными заработками в Киеве: работал конторщиком в сыпнотифозной больнице, затем преподавал в лесной гимназии и трудовой школе.
16 марта 1922 года, «желая замолить грехи свои и своих умерших родителей и детей», принял монашество в Киево-Печерской Лавре с дорогим ему именем Митрофан. В течение двух лет он прошёл необходимые ступени послушания — монах, иеродиакон, иеромонах. По совместительству со служением в Лавре он состоял научным сотрудником Всеукраинской Академии наук.
5 октября 1923 года на заседании Священного Синода иеромонах Митрофан был избран епископом Бутурлиновским, викарием Воронежской епархии. Хиротония состоялась 7 января 1924 года в года Москве. В Воронеж приехал 1 февраля 1924 года. Появление в городе человека, которого хорошо знали по его предшествующей деятельности, встревожило обновленцев, и они донесли на него в органы безопасности. Уже в середине февраля c епископа Митрофана взяли подписку о невыезде из Воронежа. На епископа Митрофана последовали доносы священников-обновленцев из Митрофановского монастыря о том, что он «мутит» не только против «Живой Церкви», но и «против Соввласти и большевистской партии», что «Поликарпов привез из Москвы от бывшего Патриарха Белавина золотые кресты для подкупа попов на пропаганду против коммунистов. Один крест уже надел на своего шурина, священника Ивана Андреевского».
Чекисты определили епископу Митрофану кличку «монах» и установили за ним тайную слежку. Подводя итоги своим наблюдениям, чекисты делали вывод: «В распоряжениях епископа Митрофана видна планомерная деятельность, направленная против живоцерковников, коммунистов и существующих новых порядков в гражданской жизни. Во всех церквах Воронежа идут разговоры о доблестном спасителе веры, который де не боится коммунистов и готов принять венец мученика за веру». Понимая, что действия епископа Митрофана не выходят за пределы церковной жизни и сознавая шаткость собранного компромата, чекисты предложили ему уехать из Воронежа, угрожая в противном случае арестом. 13 марта 1924 года епископ представил в ОГПУ заявление, в котором сообщил, что долг перед Господом не даёт ему возможности оставить паству только ради того, чтобы избежать заключения и спасти свой живот.
22 марта епископ Митрофан был арестован. Допросы носили формальный характер, виновным он себя не признал. 8 апреля в Доме заключённых его освидетельствовал врач: «следовать на север может». На следующий день последовало объявление об окончании следствия. В обвинительном заключении предполагалось дело Поликарпова направить в Особое совещание для заключения его на три года в Архангельский лагерь. Сослан в Бугульму Самарской области.
20 января 1925 года он был назначен епископом Бугульминским, викарием Самарской епархии. Некоторый период временно управлял Казанской епархией.
В ноябре 1925 году он вновь был арестован. Его отправили в Бутырки, следствие несколько раз продлевалось, его освободили под подписку о невыезде из Москвы. Решение Особого совещания последовало только 19 июня 1925 года: высылка в Оренбургскую область на три года. В апреле 1926 выслан в Челкар Киргизского края.
В феврале 1928 года его досрочно освободили, разрешив выбор места жительства по собственному усмотрению. В сентябре 1928 года епископ Митрофан приехал в Москву и обосновался в Даниловом монастыре.
В 1931 году был назначен на Бакинско-Прикаспийскую кафедру с пребыванием в Баку. По воспоминаниям современников, епископ Митрофан был небольшого роста, прекрасным проповедником и пользовался большим почитанием у верующих, что вызывало ярую ненависть обновленцев.
За произнесение слова в память императора Петра I и поминовение его имени на панихиде был обвинён в контрреволюционной деятельности и арестован 29 января 1933 года. 7 мая приговорён к 3 годам местного заключения.
23 января 1934 года был освобождён из-под ареста с условием выезда за пределы Азербайджана в двухдневный срок. Где точно находился епископ Митрофан после этого постановления, неизвестно.
16 декабря 1934 года скончался и был похоронен на бакинском городском кладбище в Чемберекенде.

## Публикации
- Записки по предмету закона божия в объеме церковно-приходских школ / [Соч.] Законоучителя Масловского двухклассного образцового училища, свящ. Николая Поликарпова. [Отд. 1-4]. — Воронеж : тип. В. И. Исаева, 1887. — 147, VII с.
- Историческая записка о Воронежском губернском музее. (1832—1894 гг.). — Воронеж : Воронеж. губ. стат. ком., 1896. — 24 с.
- Пётр Великий и святитель Митрофан Воронежский. — СПб.: тип. т-ва «Обществ. польза», 1899. — 25 с.
- Окладные книги Рязанской митрополии: Воронежские и Елецкие уезды. — Воронеж : Воронеж. церк. ист.-археол. ком., 1902. — 77 с.
- К вопросу о состоянии Воронежской епархии при святителе Митрофане : [На основании] Книги переписныя Воронежския епархии поповым и дьяконовым детем и церковным причетником и их церковническим детем мужска пола 1705 года. — Воронеж : Воронеж. церк. ист.-археол. ком., 1902. — [2], 21 с.
- Произведения, приписываемые святителю Митрофану, епископу Воронежскому : Библиогр. очерки Н. Поликарпова с прил. текста произведений. — Воронеж : Воронеж. церк. ист.-археол. ком., 1903. — [4], 113 с.
- Воронежский край в церковном отношении до учреждения самостоятельной Воронежской епархии : (1586—1682 г.г.) : Церкви и белое духовенство / Н. Поликарпов. — Воронеж : Воронеж. церк. ист.-археол. ком., 1903. — [2], 26 с.
- Воронежский архиерейский хор при святителе Митрофане и поездки его в Москву в 1704 году. — Воронеж : Воронеж. церк. ист.-археол. ком., 1903. — 13 с.
- Книги переписные домовой архиерейской ризницы, что построено при бывшем блаженной памяти преосвященном Митрофане, епископе Воронежском (1705 г. 1 сент.) / Н. Поликарпов. — Воронеж : Воронеж. церк. ист.-археол. ком., 1903. — 30 с.
- Библиографический указатель печатной литературы о святителе Митрофане. — Воронеж : Воронеж. церк. ист.-археол. ком., 1903. — [2], 32 с.
- Об отношениях святителя Митрофана к царю Петру Великому : Читано в зале Воронеж. гор. думы в день 200-летия кончины святителя Митрофана 23 ноября 1903 г. / Н. Поликарпов. — Воронеж : Воронежский церк. историко-археол. ком., 1904. — 20 с.
- Очерк жизни и деятельности святителя Митрофана, первого епископа Воронежского : К двухсотлетию со дня кончины святителя : (23 ноября 1703—1903 г.). — Воронеж : Воронежский губ. стат. ком., 1904. — 118 с.
- Воронежский Благовещенский Митрофанов кафедральный монастырь (бывший Благовещенский собор г. Воронежа) : Ист. описание Н. И. Поликарпова. — Воронеж : Воронежский церк. историко-археол. ком., 1905. — 56 с.
- Лев Юрлов, пятый епископ Воронежский (1727—1730 гг.) : Биограф. очерк Н. И. Поликарпова. — Воронеж : Воронежский церк. историко-археол. ком., 1905. — 68 с.
- Великий и преславный чудотворец : К 50-летию прославления святителя Тихона Задонского и всея России чудотворца (1861 — 13 авг. 1911 г.). — Воронеж : типо-лит. т-ва «Н. Кравцов и К°», 1911. — 15 с.